# ملعب الملك عبد العزيز
ملعب الملك عبد العزيز يقع في مدينة الملك عبد العزيز الرياضية في حي الشرائع مدينة مكة المكرمة، هو المقر الرسمي لنادي الوحدة السعودي، شيد عام 1986 في مكة المكرمة في المملكة العربية السعودية على بعد حوالي 12 كيلومتراً خارج حدود الحرم المكي. تبلغ سعة الملعب 38000 مشجع، وله عدة مسميات منها «ملعب الحفرة» «ملعب الشرائع» وأخيرا وحديثا ثم إطلاق مسمى «ملعب النار» من قبل تركي آل الشيخ وهو الاسم الأكثر تداولاً بين الرياضيين في المملكة.
تشتمل مدينة الملك عبد العزيز على العديد من الملاعب والصالات الرياضية التي تؤهلها لاستضافة البطولات على المستوى المحلي والإقليمي والقاري والدولي إذ إن جميع الملاعب التي توجد بها مجهزة بأحدث الأساليب العلمية والتقنيات الأمر الذي يضعها في مصاف كبرى المدن الرياضية في الشرق الأوسط.

## مرافق الملعب
- ملاعب خارجية للألعاب المختلفة كالطائرة والسلة والتنس واليد وألعاب القوى والمبارزة بالسيف
- صالة مغلقة للسباحة تتسع لأكثر من 1500 متفرج
- حمام سباحة للمباريات وحمام سباحة للغوص
- قاعة للاجتماعات ومطعم ومكاتب وساحات لألعاب الإسكواش وتنس الطاولة والبلياردو وصالة للبولنج
- مسجد يتسع لأكثر من 400 مصلي.[2]